# Cyranometra inexspectata
Cyranometra inexspectata är en insektsart som beskrevs av Thierry Bourgoin 1987. Cyranometra inexspectata ingår i släktet Cyranometra och familjen Tettigometridae. Inga underarter finns listade i Catalogue of Life.